# Franciszek Strynkiewicz
Franciszek Strynkiewicz, né le 15 septembre 1893 à Mogielnica et mort le 20 novembre 1996 à Varsovie, est un sculpteur polonais.

## Œuvres
- Sculpture Auschwitz II à Varsovie
- Le monument à Karol Świerczewski à Jabłonki (Pomnik Karola Świerczewskiego Waltera w Jabłonkach (pl))
- Le buste de Walerian Łukasiński (1927)
- Le buste de Józef Piłsudski
- Le monument à Jan Kochanowski, à Lublin
- Le monument au Camp d'extermination de Treblinka, avec Franciszek Duszeńko et Adam Haupt

## Récompenses et distinctions
- Décoré de l'Ordre de la Bannière du Travail
- Croix d'officier dans l'Ordre Polonia Restituta
- Croix et Médaille de l'Indépendance
- Krzyż Zasługi d'or